# Geschiedenis van Libië
Deze pagina geeft een overzicht van de geschiedenis van Libië, van de prehistorische tot de moderne tijd.

## Prehistorie
Archeologische opgravingen wijzen erop dat het gebied waar nu Libië ligt waarschijnlijk al vanaf het achtste millennium voor Christus bewoond wordt. Tijdens het Neolithicum werd het kustgebied van Libië bewoond door een bevolking die bestond uit herders en die begonnen met het verbouwen van gewassen. Deze ontwikkeling had in het gehele Middellandse Zeegebied plaats. Meer naar het zuiden – waar nu de Sahara ligt - trokken herders en jagers over de savanne. Na het neolithisch subpluviaal werd het vanaf ongeveer 2000 voor Christus steeds droger in het gebied en breidde de woestijn zich verder uit. De bevolking emigreerde naar het gebied waar nu Soedan ligt of ging op in de Berberbevolking.
De oorsprong van de Berbers is onduidelijk. Mogelijk migreerden hun voorouders vanaf het derde millennium voor Christus vanuit Zuidwest-Azië. Er is sprake van een grote variëteit aan Berberstammen. Zij spreken verschillende dialecten die wel allemaal behoren tot de Afro-Aziatische taalfamilie. Ook hebben zij verschillende fysieke kenmerken. Inscripties die werden gevonden in het Oude Egypte tussen 2700 en 2200 voor Christus zijn de eerste geschreven documenten waar wordt gesproken over de Berbermigratie. Het zijn ook de eerste schriftelijke bronnen over Libië. Verschillende Berberstammen werden omschreven als de Levu (oftewel Libiërs). Zij trokken oostwaarts richting de Nijldelta.
Tijdens het Middenrijk (2200 – 1700 voor Christus) wisten de verschillende Egyptische farao’s hun heerschappij op te leggen aan de Berbers. Zij moesten belasting betalen en velen van hen dienden in het leger. Rond 950 voor Christus wist een Berberofficier de macht te grijpen en regeerde het land onder de naam Sjosjenq I. De 22e en 23e dynastie (945 – 730 voor Christus) staan ook bekend als de Libische dynastieën en er wordt aangenomen dat het hier ging om Berbers.

## Oudheid

### Grieken

Kaart van de wereld volgens Herodotus

Voor de Oude Grieken was Libië samen met Azië en Europa een van de drie continenten. Libië stond dan voor het hele Afrikaanse continent ten zuiden van Egypte en ten westen van de Nijldelta. Herodotus maakte het onderscheid tussen de Libiërs in Noord-Afrika en de Ethiopiërs in het zuiden. Libië begon volgens Herodotus waar het Oude Egypte eindigde en het liep door tot Cap Spartel, ten zuiden van Tanger.
Het gebied van het moderne Libië stond bekend als Tripoli en Cyrenaica. Cyrenaica was van oorsprong Grieks voordat de Romeinen de macht overnamen. Het stond ook bekend als Pentapolis. Dat betekent "de vijf steden" en verwees naar de steden Cyrene, Apollonia (Marsa Susa), Arsinoe (Tocra), Berenice (Benghazi) en Barca (Merj).

### Romeins Libië

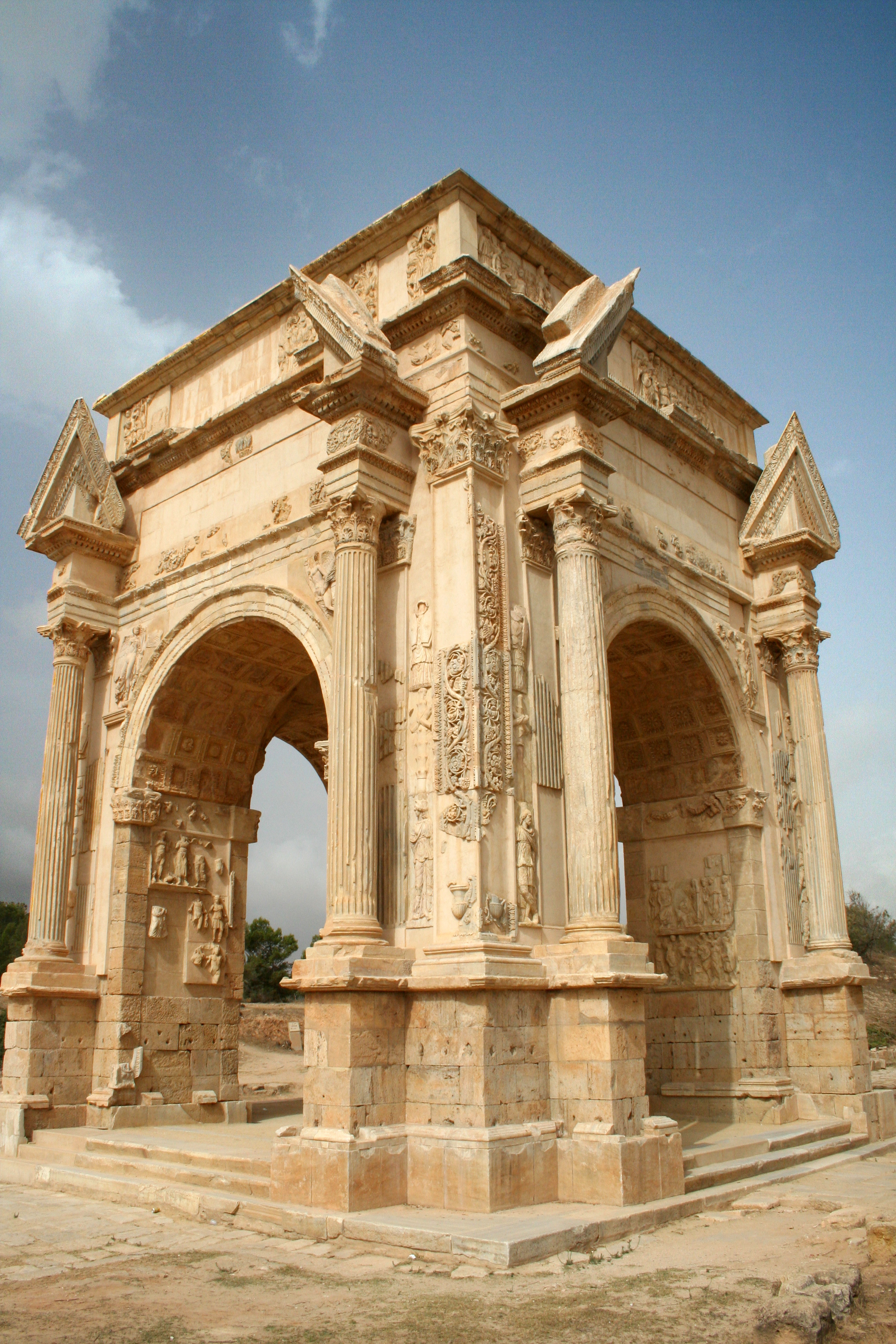
Triomfboog ter ere van Septimius Severus in Leptis Magna

De Romeinen veroverden Tripolitania, de regio rondom Tripoli, in 106 voor Christus. Ptolomeus Apion, de laatste Griekse heerser, liet Cyrenaica na aan Rome. Rome annexeerde de provincie formeel in 74 voor Christus en samen met Kreta vormde het een Romeinse provincie. Julius Caesars legioenen bezetten Libië definitief in 64 voor Christus en verenigden Tripolitania, Cyrenaica en het noordelijke deel van Fezzan tot een nieuwe provincie genaamd Africa proconsularis. Later werd Cyrenaica weer afgescheiden.
Libië was onder het Romeinse bewind behoorlijk welvarend. De 2e eeuw na Christus was de gouden eeuw. De stad Leptis Magna concurreerde met Carthago en Alexandrië voor de plek van de belangrijkste stad in de regio. De bevolking van de regio deelde een gemeenschappelijke taal, dezelfde wetten en de Romeinse identiteit. Veel ambachtslieden en handelaren vestigden zich vanuit het hele Romeinse Rijk in Libië. In het hedendaagse Libië zijn veel ruïnes te vinden van Romeinse steden als Leptis Magna waarbij veel Romeinse bouwwerken te vinden zijn, zoals forums, markten en badhuizen. Desondanks bleven veel steden in Tripolitania en Cyrenaica een respectievelijk Fenicisch en Grieks karakter bewaren. In de latere periode van het Romeinse Rijk hing een groot deel van de bevolking het christendom aan. Er was ook een grote Joodse gemeenschap, met name in Cyrenaica.
Vanuit Tripolitania werd veel olijfolie geëxporteerd. Ook werden door de Garamanten veel goud en slaven verhandeld. De belangrijkste handelsproducten die vanuit Cyrenaica hun weg vonden waren wijn, verdovende middelen en paarden.
Onder keizer Diocletianus werd Kreta losgekoppeld van Cyrenaica. Later vormde hij twee nieuwe provincies, genaamd Boven-Libië en Onder-Libië. Na de opdeling van het Romeinse Rijk behoorde Cyrenaica tot het Oost-Romeinse Rijk en Tripolitania tot het West-Romeinse Rijk.

## Vroege moslimperiode

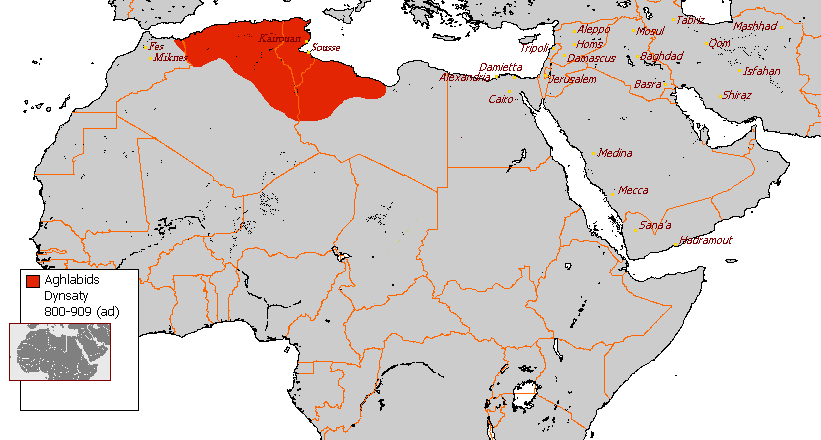
Abbasid-dynastie aan het begin van de 9e eeuw

Halverwege de 7e eeuw bestond de Byzantijnse verdediging van Libië uit een paar slecht bemande kustforten. In 642 werd Cyrenaica veroverd door de Arabieren. In 647 trok een leger van 40.000 Arabieren onder leiding van Abdu’llah ibn Sa‘ad op richting Tripoli en namen de stad in. Ook de stad Sufetula, 200 kilometer ten zuiden van Carthago, werd ingenomen. Daarbij werd de zittende gouverneur Gregory gedood. Zijn opvolger Gennadius vluchtte naar Damascus en vroeg hulp van Muawiyah, aan wie hij tot dan toe altijd belasting had betaald. Deze stuurde rond 665 een behoorlijk leger met Gennadius mee. Gennadius zelf overleed onderweg in Damascus, maar het leger van Muawiyah nam Libië in. De Byzantijnse patriarch Nicephorus stuurde een leger om Afrika opnieuw in te nemen, maar werd verslagen. Uqba ibn Nafi en Abu Muhajir al Dinar deden veel om de islam te promoten en veel van de lokale bevolking ging daar in de loop van de jaren toe over.
De Abbasid-dynastie werd in 750 omvergeworpen door de Omajjad-dynastie. Zij bestuurde haar rijk vanuit Bagdad, maar benoemde emirs die verantwoordelijk waren voor het lokale bestuur. Zij herstelden veel van het oude Romeinse irrigatiesysteem en Libië werd langzaam weer welvarend. In een later stadium nam de welvaart weer af. Ook was er nauwelijks sprake van politieke leiding. De invasie van groepen bedoeïenen vanuit Opper-Egypte zorgde er rond 1050 voor dat Libië voor een groot deel verwoest werd. Veel velden en tuinen werden vernietigd. Ibn Khaldun vergeleek de invasie met een schare sprinkhanen. De leider van de bedoeïen heette Banu Hilal.

## Ottomaanse Rijk

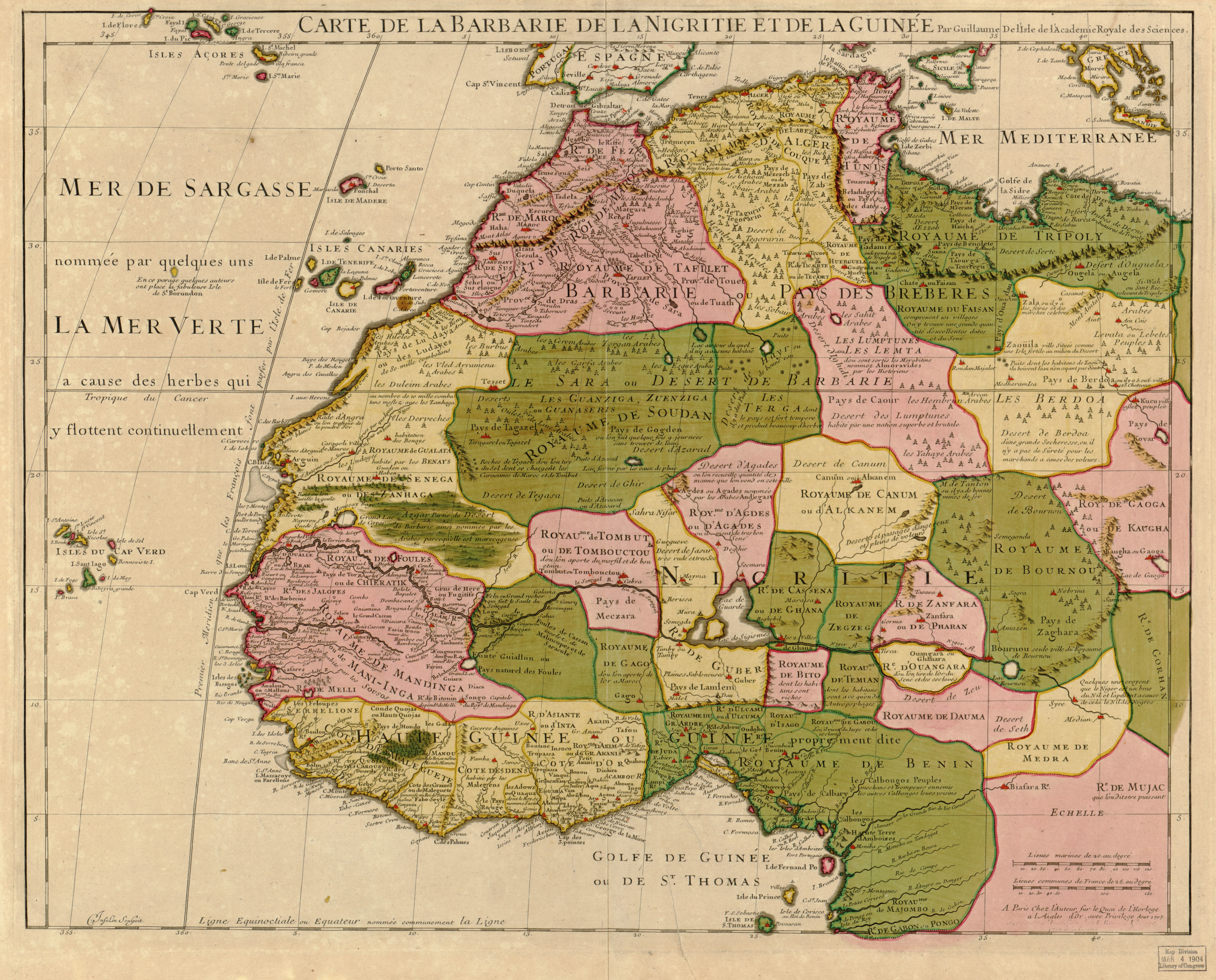
Kaart uit 1707 gemaakt door Guillaume Delisle van Noordwest-Afrika, inclusief de Barbarijse kust

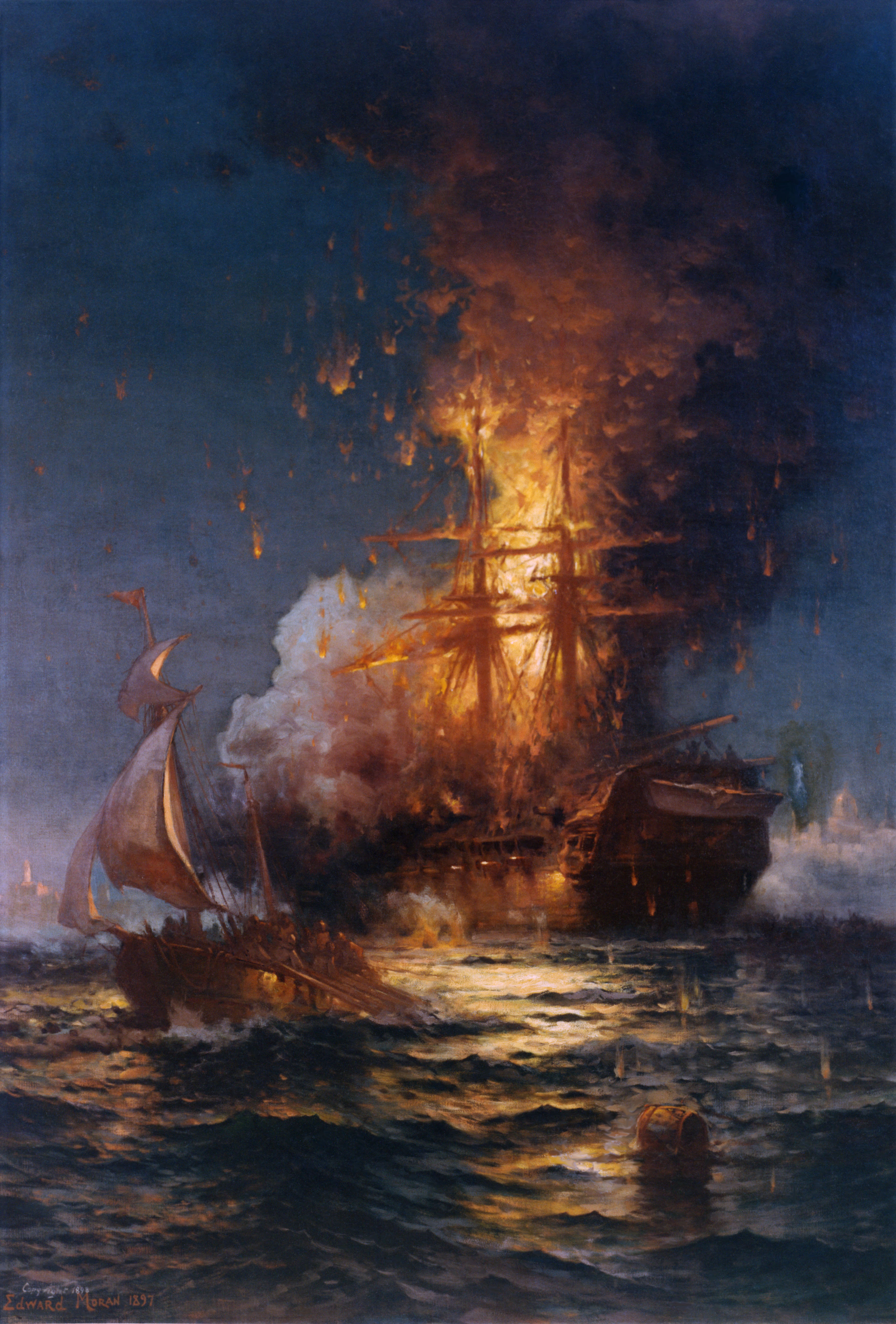
Brand op het Amerikaanse fregat Philadelphia in de haven van Tripoli op 16 februari 1804, geschilderd door Edward Moran in 1897

Aan het begin van de 16e eeuw was er nauwelijks een centrale autoriteit in het Libische kustgebied. De havens werden gebruikt als uitvalbases voor piraten. Spanje bezette Tripoli in 1510, maar liet het daarbij omdat ze het niet zagen zitten het bestuur over het hele gebied op zich te nemen. In 1538 werd Tripoli heroverd door de piratenkoning Khair ad-Din.
Toen de Ottomanen het grootste deel van Noord-Afrika in 1551 op hun beurt overnamen, traden zij niet op tegen de piraterij maar profiteerden juist van de opbrengst daarvan. Onder de Ottomanen werd Barbarije verdeeld in drie provincies, namelijk Algiers, Tripoli en Tunis. De bestuurlijke verantwoordelijkheid lag bij de pasja die benoemd werd door de sultan van Constantinopel. De pasja’s kregen elk een korps janitsaren, een groep elitesoldaten, onder zich.
In 1711 greep Ahmed Karamanli, een Ottomaanse cavalerieofficier, de macht en daarmee begon de Karamanli-dynastie. Deze zou in totaal 124 jaar duren. In mei 1801 eiste pasja Yusuf Karamanli van de Verenigde Staten een verhoging van 83.000 dollar boven op het bedrag dat Amerika al betaalde om gevrijwaard te blijven van aanvallen van piraten. De Verenigde Staten gingen daar niet mee akkoord en de Amerikaanse marine blokkeerde de haven van Tripoli. De Eerste Barbarijse Oorlog brak uit en het kwam tot gevechten, waarbij slachtoffers aan beide kanten vielen. De Libiërs namen een aantal Amerikanen gevangen, maar hadden ook zelf veel nadelen van de blokkade. Op 3 juni 1805 werd de oorlog beëindigd door middel van een verdrag waarbij de Amerikaanse gevangenen weer werden vrijgelaten. De piraterij werd 2 jaar later weer opgepakt. De Verenigde Staten hadden de handen vol aan een conflict met Engeland en het duurde pas tot 1815 voordat zij actie konden ondernemen. Zij stuurden een vloot naar Barbarije en dat was het begin van de Tweede Barbarijse Oorlog. De oorlog eindigde met een nederlaag voor de Barbarijse staten. In de jaren daarna kwam er een totaal einde aan de piraterij, mede door toedoen van Engeland en Nederland.
Algerije en Tunesië kwamen respectievelijk vanaf 1830 en 1881 in Franse handen. Libië bleef deel uitmaken van het Ottomaanse Rijk, maar dit rijk zelf raakte steeds meer in verval. De Ottomaanse Turken leverden nog wel een gouverneur, maar los daarvan opereerde Libië bij tijd en wijle als autonoom gebied.

## Italiaanse periode

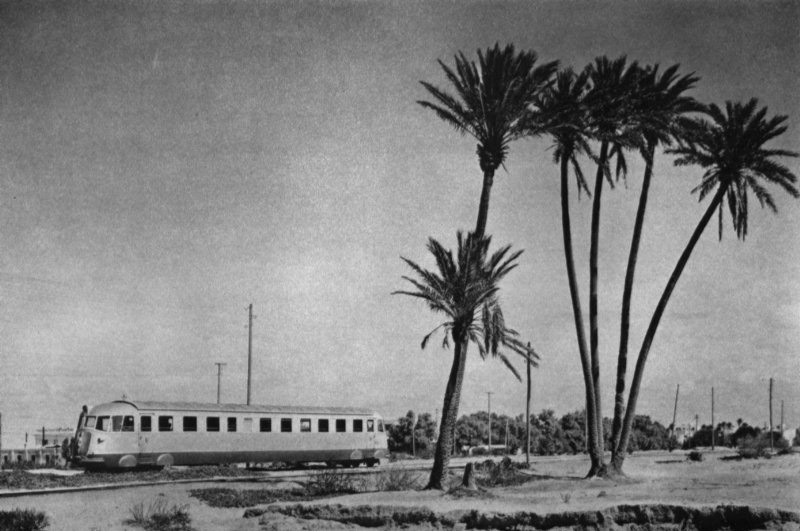
Italiaanse trein in Cyrenaica

Italië maakte gebruik van het verval van het Ottomaanse Rijk en veroverde in 1911 Tripolitania en Cyrenaica op de Ottomanen. De Libiërs zelf kwamen nog in opstand, maar de Ottomaanse sultan stond Libië in 1912 af aan Italië bij de ondertekening van het Verdrag van Lausanne. Het jaar daarop veroverde Italië ook Ghadames, Djebel, Fezzan en Muzruk. Na de uitbraak van de Eerste Wereldoorlog had Italië al zijn troepen nodig in het moederland. De Libiërs kwamen in verschillende steden in opstand en er brak een burgeroorlog uit. De Italianen trokken zich terug in Tripoli, Dema en het kustgebied van Cyrenaica.
Tijdens de Vredesconferentie van Parijs in 1919 ontving Italië geen voormalige Duitse kolonies. In plaats daarvan schonk Frankrijk enkele gebieden in en rond de Sahara aan Italië. Deze gebieden werden onderdeel van Italiaans-Libië. Groot-Brittannië schonk Jubaland in Somalië aan de Italianen. Na veel discussie in de jaren twintig werd in 1935 het Mussolini-Lavalakkoord gesloten waarbij Italië de Aouzoustrook ontving. Deze werd toegevoegd aan Italiaans-Libië.
Het duurde tot het einde van de jaren twintig voordat Italië heel Libië onder controle had. Veel Libiërs boden namelijk verzet. Nadat Benito Mussolini in 1922 aan de macht was gekomen in Italië nam de onderdrukking door de Italianen toe. Maarschalk Rodolfo Graziani kreeg de opdracht het verzet ten koste van alles neer te slaan. Onder leiding van Omar Mukhtar, een senussi-sjeik, brak er in 1928 een totale opstand uit. De Italianen reageerden krachtig en deporteerden bijvoorbeeld de hele bevolking van Jebel Akhdar om de opstandelingen de steun van de lokale bevolking te ontnemen. Na de gevangenneming van Mukhtar in 1931 en zijn daaropvolgende executie in Benghazi droogde het verzet op.
Tussen 1920 en 1940 emigreerden ruim 150.000 Italianen naar Libië. Het was de bedoeling dat deze emigratie zou uitgroeien tot een kernbevolking van 500.000 "ventimilli" tegen 1960. Vanaf het einde van de jaren dertig was het beleid er ook op gericht om de oorspronkelijke bevolking te laten opgaan in de Italiaanse bevolking. Het werd moslims toegestaan lid te worden van de Nationaal Fascistische Partij. Tijdens de Tweede Wereldoorlog diende een relatief groot deel van de Arabische Libiërs in het Italiaanse leger.
Tevens deden de Italianen er alles aan om Libië verder te ontwikkelen. Zij legden snelwegen en spoorlijnen aan. Ook haalden zij veel nieuwe industrieën naar Libië. De landbouw groeide snel en er werden overal riolen gelegd. Er werden ook een aantal nieuwe steden gesticht, vooral voor de Libische Italianen, maar ook voor de Arabieren.

### Tweede Wereldoorlog
Na het uitbreken van de Tweede Wereldoorlog werd de nieuw aangelegde Mussolini-snelweg, vandaag de dag beter bekend als de Via Balbia, gebruikt om het Britse Egypte aan te vallen. De Britten sloegen echter terug en veroverden Tobroek, Benghazi en El Agheilla. Onder leiding van de Duitse generaal Rommel namen de Astroepen weer over en in de daarop volgende jaren vonden er hevige gevechten plaats. In november 1942 hadden de geallieerde troepen Cyrenaica veroverd. De laatste Duitse en Italiaanse troepen verlieten Libië in februari 1943.
In de eerste jaren na de oorlog bleven Tripolitania en Cyrenaica onder Brits bestuur, terwijl Fezzan in handen van de Fransen kwam. Italië hoopte uiteindelijk Libië te behouden, maar dit liep anders. In een vredesverdrag dat in 1947 werd gesloten liet Italië al zijn claims op Libië varen.
De bevrijding van Noord-Afrika ging gepaard met geweld van de lokale bevolking tegen de Joodse gemeenschap in Libië. Tijdens een pogrom in Tripoli in november 1945 werden vijf synagoges vernietigd en werd een groot aantal gebouwen geplunderd. Meer dan 140 joden, onder wie 36 kinderen, verloren het leven. Na de stichting van de staat Israël vond er opnieuw veel geweld tegen de Joodse bevolking plaats. Tussen 1948 en 1951 emigreerden 30.972 Libische joden naar Israël. In de jaren zeventig werd de rest van de Joodse bevolking, ongeveer 7.000 mensen, geëvacueerd naar Italië.

### Onafhankelijkheid
Nadat het Brits-Italiaanse Bevin-Sforza-plan, wat een tienjarig trustschap van Groot-Brittannië, Frankrijk en Italië zou inhouden, was afgewezen, nam op 21 november 1949 de Algemene Vergadering van de Verenigde Naties een resolutie aan waarin werd uitgesproken dat Libië voor 1 januari 1952 onafhankelijk moest worden. De onderhandelingen aan de kant van Libië werden consequent gevoerd door Idris, na de Eerste Wereldoorlog door de Britten erkend als Emir van Cyrenaica. Idris probeerde te onderhandelen met de Italianen over onafhankelijkheid van Cyrenaica. Toen dit niet lukte, trok hij zich terug in Egypte en leidde hij een Libische guerrillastrijd tegen het gewelddadige Italiaanse koloniale bewind. Tijdens de Tweede Wereldoorlog steunde hij de Britten en vocht hij met zijn Libische guerrillastrijders tegen de Italianen en Duitsers.
In december 1949 stuurden de Verenigde Naties de ondersecretaris-generaal Adriaan Pelt als commissaris-vertegenwoordiger naar Libië. Hij moest de weg bereiden voor onafhankelijkheid. Het lukte hem binnen de gestelde termijn van twee jaar om met de verschillende stammen overeenstemming te bereiken over de stichting van een federaal koninkrijk. Op 24 december 1951 werd het onafhankelijke Koninkrijk Libië gesticht met Idris I als koning.

## Koninkrijk Libië
Libië was op dat moment een arm land, zonder eigen universiteiten en nauwelijks hoogopgeleiden. Er was veel analfabetisme en veel ziekte onder de bevolking. Een groot deel van de Italiaanse kolonisten bleef in Libië wonen en behield de beste bestuurlijke en economische posities in het land.
In 1959 werden aanzienlijke olievoorraden in Libië ontdekt. Hierdoor werd een van de armste landen ter wereld plotseling zeer rijk. Bij sommige Libische facties groeide echter onvrede over het feit dat de rijkdom van het land zich concentreerde in handen van koning Idris. Tijdens de regering van Idris was Groot-Brittannië de grootste wapenleverancier van het land, en de Britten waren ook intensief betrokken bij bouwkundige projecten. De Verenigde Staten hielden hun luchtmachtbasis Wheelus Air Base, 11 km ten oosten van Tripoli, in stand.

## Qadhafi-tijdperk

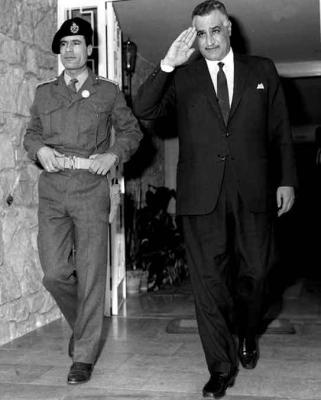
Qadhafi (links) met de Egyptische president Gamal Abdel Nasser in 1969

Op 1 september 1969 vond een staatsgreep plaats onder leiding van kolonel Muammar Qadhafi. Deze vestigde een nationalistische en pan-Arabische dictatuur met een islamitische inslag. De oliewinning werd genationaliseerd en de Engelse en Amerikaanse ingenieurs moesten het land verlaten. Ook de afstammelingen van de ventimilli moesten halsoverkop vertrekken.
Sindsdien heeft de Libische economie zeer geprofiteerd van de olieopbrengsten, die hebben geleid tot relatief weinig armoede en aantrekking van migranten uit armere buurlanden, zowel Arabische als niet-Arabische. Dit leidt af en toe tot etnische spanningen.
Gedurende de jaren tachtig raakte het land in verschillende conflicten met buurlanden, die vaak het gevolg waren van pogingen tot samenwerking, die had moeten leiden tot Arabische eenheid. Qadhafi was ook in andere Afrikaanse landen actief door steun te verlenen waar hij dat nuttig achtte, zoals inmenging in de burgeroorlog in het buurland Tsjaad, aan de Oegandese dictator Idi Amin bij diens inval in Tanzania en aan de verzetsbeweging Polisario in de Spaanse Sahara.
Ook met verschillende westerse landen, zoals de Verenigde Staten, het Verenigd Koninkrijk en Frankrijk, liepen de spanningen hoog op. In 1979 trok Amerika diplomatiek personeel terug uit de ambassade in Tripoli toen die door een woedende menigte in brand werd gestoken. In 1984 bereikten de betrekkingen met het Verenigd Koninkrijk een dieptepunt toen vanuit de Libische ambassade in Londen geschoten werd op demonstranten tegen het Libische regime, waarbij een Britse politieagente gedood werd. Dit leidde tot verbreking van de diplomatieke betrekkingen. De uitgewezen diplomaat die de moord op zijn geweten had, zou in Libië opgehangen zijn, maar pas in 1999 zou het regime komen met een erkenning van 'algemene' verantwoordelijkheid. In combinatie met erkenning van de verantwoordelijkheid voor 'Lockerbie' (zie verder) leidde dit tot een herstel van de betrekkingen.
Het conflict met Amerika kwam tot een hoogtepunt in april 1986 toen de Amerikaanse marine in opdracht van president Reagan de hoofdstad Tripoli bombardeerde, als vergelding voor de "vermeende rol in het terrorisme" bij een bomaanslag in een Berlijnse discotheek waarbij 3 doden en 230 gewonden vielen, onder wie veel Amerikaanse militairen.
Tijdens de Toyota-oorlog van 1987 met Tsjaad leed Libië zware verliezen: zo'n 10% van de gehele krijgsmacht sneuvelde en $1,5 miljard aan materieel werd verwoest of buitgemaakt. Qadhafi zag zich gedwongen om zijn troepen geheel uit Tsjaad terug te trekken.
In 1988 ontplofte een Boeing 747 boven het Schotse dorpje Lockerbie. Men vermoedde dat de bom afkomstig was uit Libië, bij wijze van vergelding voor het Amerikaanse bombardement. In 1992 kondigden de Verenigde Naties (VN) economische sancties af, omdat Libië weigerde verdachten uit te leveren. In 1999 vond op de Nederlandse Vliegbasis Soesterberg onder Schots recht alsnog een rechtszaak plaats, waarbij de verdachten berecht werden.
Met de Sovjet-Unie waren de betrekkingen ook niet eenvoudig; een mislukte invasie in de Aouzoustrook van Tsjaad, vermoedelijk gemotiveerd door mogelijk aanwezig uraniumerts, die werd uitgevoerd met Sovjet-wapentuig, was in strijd met afspraken met de Sovjet-Unie.
Sinds de val van het communisme in Oost-Europa is er een wat minder antiwesterse koers waar te nemen. Qadhafi geldt echter nog steeds als een steunpilaar van het regime van Robert Mugabe in Zimbabwe. Op 12 september 2003 beëindigden de VN de sancties tegen Libië. Het beëindigen van de sancties was een gevolg van het feit dat Libië het dragen van de verantwoordelijkheid voor de ramp accepteerde en $ 2,7 miljard aan de nabestaanden van de ramp betaalde.

### Opstand

Het Tripolitaanse front.

Na de omwenteling in Tunesië van december 2010 en de geslaagde volksopstand in Egypte in januari 2011 gingen op 16 februari ook in Libië tienduizenden mensen de straat op tegen het bewind van Qadhafi. Bij onlusten in diverse steden zijn waarschijnlijk meer dan 1000 doden gevallen, maar zekerheid over het aantal slachtoffers is er niet.
Het verzet vond aanvankelijk plaats in het noordoosten van Libië in en rond Benghazi en andere steden in Cyrenaica, later ook in het noordwesten van het land waar Qadhafi's invloed geringer is dan in de hoofdstad, maar sloeg nadien over naar delen van Tripolitanië. Het verzet kreeg grote gebieden van het land in handen en er braken hevige gevechten uit tussen opstandelingen en het reguliere Libische leger.
Op 17 maart heeft de VN-Veiligheidsraad besloten dat er moest worden ingegrepen in Libië. Er werd voor een resolutie gestemd die militair ingrijpen mogelijk maakt. Frankrijk en Groot-Brittannië hadden het voortouw bij het militair ingrijpen gekregen. Deze resolutie heeft er ook voor gezorgd dat het luchtruim boven Libië een "no-flyzone" was geworden. De coalitielegers vielen troepen op de grond aan. Dit bracht de opmars van regimetroepen tot staan.
Maandenlang zat er nauwelijks beweging in de drie fronten (in het Nafoesagebergte, in en rondom Misrata en tussen Ajdabiya en Brega), tot in augustus 2011 de opstandelingen doorbraken naar de West-Libische kust en uiteindelijk de Slag om Tripoli door hen gewonnen werd. Qadhafi en zijn getrouwen ontvluchtten de hoofdstad, waar de Nationale Overgangsraad zich vestigde om het landsbestuur over te nemen. In oktober 2011 werd Qadhafi in zijn geboortestad Sirte opgepakt en gedood.

## Post-Qadhafi-tijdperk
Na de val van Qadhafi volgde een onrustige periode voor Libië, met veel geweld van de verschillende gewapende facties. Hoewel in juli 2012 de eerste vrije verkiezingen werden gehouden, beperkt het centrale gezag zich tot het noorden van het land. Tijdens de eerste vergadering van het Libische parlement kreeg een vrouw zonder hoofddoek opdracht de zaal te verlaten. Interim-president Mustafa Abdel Jalil benadrukte in een toespraak dat de sharia de basis dient te zijn van de nieuwe grondwet. In september 2012 werd de Amerikaanse ambassadeur Chris Stevens bij een aanval op het Amerikaanse consulaat in Benghazi gedood.
Vanaf 2014 groeide de aanhang van Islamitische Staat zienderogen. De organisatie werkte samen met de voormalige strijdgenoten en aanhangers van Qadhaffi. Rond de stad Sirte kreeg zij een groot gebied in handen. ISIS onthoofdde in februari 2016 Egyptische koptische christenen Met behulp van Franse en Amerikaanse luchtsteun gingen verschillende Libische milities de strijd aan bij Islamitische Staat. In december 2016 werd Sirte heroverd.
Libische staten
| Vlag | Wapen | Naam                                                     | Hoofdstad                     | Regeringsvorm | Munteenheid                           | Begin | Einde | Opmerking                                                                     |
| ---- | ----- | -------------------------------------------------------- | ----------------------------- | ------------- | ------------------------------------- | ----- | ----- | ----------------------------------------------------------------------------- |
|      |       | Italiaans-Libië                                          | Tripoli                       | Kolonie       | Italiaanse lire                       | 1911  | 1943  |                                                                               |
|      |       | Republiek Tripolitanië                                   | Azizia                        | Republiek     |                                       | 1918  | 1922  |                                                                               |
|      |       | Britste Militaire Administratie van Libië                | Tripoli                       | Kolonie       | Tripolitaanse lire en Egyptische pond | 1943  | 1951  |                                                                               |
|      |       | Fezzan-Ghadames Militaire Territorium                    | Sabha                         | Kolonie       | Algerijnse frank                      | 1943  | 1951  |                                                                               |
|      |       | Emiraat Cyrenaica                                        | Benghazi                      | Emiraat       | Egyptische pond                       | 1949  | 1951  |                                                                               |
|      |       | Verenigd Koninkrijk Libië                                | Tripoli, Benghazi en Al Bayda | Koninkrijk    | Libische pond                         | 1951  | 1969  |                                                                               |
|      |       | Libisch-Arabische Republiek                              | Tripoli                       | Republiek     | Libische pond en Libische dinar       | 1969  | 1977  |                                                                               |
|      |       | Grote Libisch-Arabische Socialistische Volks-Jamahiriyah | Tripoli                       | Jamahiriya    | Libische dinar                        | 1977  | 2011  |                                                                               |
|      |       | Staat Libië                                              | Tripoli                       | Republiek     | Libische dinar                        | 2011  | Heden | Sinds de burgeroorlog is het land onstabiel en heeft het meerdere regeringen. |

Geschiedenis van:
Algerije · Angola · Benin · Botswana · Burkina Faso · Burundi · Centraal-Afrikaanse Republiek · Comoren · Congo-Brazzaville · Congo-Kinshasa · Djibouti · Egypte · Equatoriaal-Guinea · Eritrea · Ethiopië · Gabon · Gambia · Ghana · Guinee-Bissau · Guinee-Conakry · Ivoorkust · Kaapverdië · Kameroen · Kenia · Lesotho · Liberia · Libië · Madagaskar · Malawi · Mali · Marokko · Mauritanië · Mauritius · Mozambique · Namibië · Niger · Nigeria · Oeganda · Rwanda · Sao Tomé en Principe · Senegal · Seychellen · Sierra Leone · Soedan · Somalië · Somaliland · Swaziland · Tanzania · Togo · Tsjaad · Tunesië · Westelijke Sahara · Zambia · Zimbabwe · Zuid-Afrika · Zuid-Soedan
Noord-Afrika · West-Afrika